# Laconi
Laconi (sardisk: Làconi) er en by og en kommune (comune) i provinsen Oristano i regionen Sardinien i Italien. Byen ligger i 555 meters højde og har 1.878 indbyggere (2016). Kommunen har et areal på 124,75 km² og grænser til kommunerne Aritzo, Asuni, Gadoni, Genoni, Isili, Meana Sardo, Nuragus, Nurallao, Nureci, Samugheo, Senis og Villanova Tulo.